# Смерть онлайн
«Смерть онлайн» (англ. Dot.Kill) — американо-британський трилер 2005 року.

## Сюжет
Детектив Чарлі Дейнс вмирає від раку, він вживає морфій, щоб позбавлятися болю. Одного разу він стикається із серійним вбивцею, що транслює записи своїх убивств у режимі реального часу в інтернеті, де їх можуть бачити мільйони людей. Поліціянти звертаються за допомогою до гакера Адама, але сучасні способи розслідування ні до чого не призводять. Тоді Дейнс вирішує взяти справу у свої руки і застосувати старі й перевірені поліційні методи розслідування.

## У ролях
| Актор                | Роль                    |
| -------------------- | ----------------------- |
| Арманд Ассанте       | детектив Чарлі Дейнс    |
| Сонні Марінеллі      | детектив Міккі Гарвелле |
| Раффаелло Дегруттола | Адам Сотрел             |
| Стенлі Таунсенд      | капітан Томмі Бірнс     |
| Клер Голман          | Мері Дейнс              |
| Френк Нассо          | Стіві Дейнс             |
| Джейсон Дюрран       | Мітч                    |
| Тоні Шина            | Піт                     |
| Джефф Мерчант        | Едвард Максвелл         |
| Рей Ніколас          | Чарльз Горват           |